# Saison 2011 de l'équipe cycliste RadioShack
La saison 2011 de l'équipe cycliste RadioShack est la deuxième et dernière de la formation. Cette dernière a le statut d'équipe World Tour depuis sa création en 2010. Elle termine l'année à la 10e place du classement mondial par équipes. Elle a remporté 33 courses du calendrier international sur route de l'Union cycliste internationale.

## Préparation de la saison 2011

### Arrivées et départs
| Arrivées               | Équipe 2010         |
| ---------------------- | ------------------- |
| Manuel António Cardoso | Footon-Servetto     |
| Philip Deignan         | Cervélo Test        |
| Robert Hunter          | Garmin-Transitions  |
| Benjamin King          | Trek Livestrong U23 |
| Michał Kwiatkowski     | Caja Rural          |
| Robbie McEwen          | Katusha             |
| Nélson Oliveira        | Xacobeo Galicia     |
| Jesse Sergent          | Trek Livestrong U23 |

| Départs           | Équipe 2011 |
| ----------------- | ----------- |
| Li Fuyu           |             |
| Daryl Impey       | MTN Qhubeka |
| José Luis Rubiera |             |
| Gert Steegmans    | Quick Step  |
| Tomas Vaitkus     | Astana      |

## Coureurs et encadrement technique

### Effectif
| Coureur                | Date de naissance | Nationalité      | Équipe 2010         | Équipe 2012             |
| ---------------------- | ----------------- | ---------------- | ------------------- | ----------------------- |
| Lance Armstrong        | 18 septembre 1971 | États-Unis       | RadioShack          | Retraite                |
| Fumiyuki Beppu         | 10 avril 1983     | Japon            | RadioShack          | GreenEDGE               |
| Sam Bewley             | 22 juillet 1987   | Nouvelle-Zélande | RadioShack          | GreenEDGE               |
| Janez Brajkovič        | 18 décembre 1983  | Slovénie         | RadioShack          | Astana                  |
| Matthew Busche         | 9 mai 1985        | États-Unis       | RadioShack          | RadioShack-Nissan       |
| Manuel António Cardoso | 7 avril 1983      | Portugal         | Footon-Servetto     | Caja Rural              |
| Philip Deignan         | 7 septembre 1983  | Irlande          | Cervélo Test        | UnitedHealthcare        |
| Ben Hermans            | 6 août 1986       | Belgique         | RadioShack          | RadioShack-Nissan       |
| Christopher Horner     | 23 octobre 1971   | États-Unis       | RadioShack          | RadioShack-Nissan       |
| Robert Hunter          | 22 avril 1977     | Afrique du Sud   | Garmin-Transitions  | Garmin-Barracuda        |
| Markel Irizar          | 5 février 1980    | Espagne          | RadioShack          | RadioShack-Nissan       |
| Benjamin King          | 22 mars 1989      | États-Unis       | Trek Livestrong U23 | RadioShack-Nissan       |
| Andreas Klöden         | 22 juin 1975      | Allemagne        | RadioShack          | RadioShack-Nissan       |
| Michał Kwiatkowski     | 2 juin 1990       | Pologne          | Caja Rural          | Omega Pharma-Quick Step |
| Levi Leipheimer        | 24 octobre 1973   | États-Unis       | RadioShack          | Omega Pharma-Quick Step |
| Geoffroy Lequatre      | 30 juin 1981      | France           | RadioShack          | Bretagne-Schuller       |
| Tiago Machado          | 18 octobre 1985   | Portugal         | RadioShack          | RadioShack-Nissan       |
| Jason McCartney        | 3 septembre 1973  | États-Unis       | RadioShack          | UnitedHealthcare        |
| Robbie McEwen          | 24 juin 1972      | Australie        | Katusha             | GreenEDGE               |
| Dmitriy Muravyev       | 2 novembre 1979   | Kazakhstan       | RadioShack          | Astana                  |
| Nélson Oliveira        | 6 mars 1989       | Portugal         | Xacobeo Galicia     | RadioShack-Nissan       |
| Sérgio Paulinho        | 26 mars 1980      | Portugal         | RadioShack          | Saxo Bank               |
| Yaroslav Popovych      | 4 janvier 1980    | Ukraine          | RadioShack          | RadioShack-Nissan       |
| Grégory Rast           | 17 janvier 1980   | Suisse           | RadioShack          | RadioShack-Nissan       |
| Sébastien Rosseler     | 15 juillet 1981   | Belgique         | RadioShack          | Garmin-Barracuda        |
| Ivan Rovny             | 30 septembre 1987 | Russie           | RadioShack          | RusVelo                 |
| Bjorn Selander         | 28 janvier 1988   | États-Unis       | RadioShack          | SpiderTech-C10          |
| Jesse Sergent          | 8 juillet 1988    | Nouvelle-Zélande | Trek Livestrong U23 | RadioShack-Nissan       |
| Haimar Zubeldia        | 1er avril 1977    | Espagne          | RadioShack          | RadioShack-Nissan       |
| Stagiaire              | Date de naissance | Nationalité      | Équipe 2011         | Équipe 2012             |
| George Bennett         | 7 avril 1990      | Nouvelle-Zélande | Trek Livestrong U23 | RadioShack-Nissan       |
| Dale Parker            | 12 mai 1992       | Australie        | Trek Livestrong U23 | Bontrager Livestrong    |
| Evgeny Shalunov        | 8 janvier 1992    | Russie           | Lokomotiv-Urbycolan | Lokosphinx              |

## Bilan de la saison

### Victoires
| Date       | Course                                                    | Pays       | Classe | Vainqueur              |
| ---------- | --------------------------------------------------------- | ---------- | ------ | ---------------------- |
| 08/02/2011 | Trofeo Inca                                               | Espagne    | 1.1    | Ben Hermans            |
| 13/02/2011 | Tour de Mumbai II                                         | Inde       | 1.2    | Robert Hunter          |
| 24/02/2011 | Classement général du Tour d'Andalousie                   | Espagne    | 2.1    | Markel Irizar          |
| 04/03/2011 | Prologue des Trois Jours de Flandre-Occidentale           | Belgique   | 2.1    | Jesse Sergent          |
| 06/03/2011 | Classement général des Trois Jours de Flandre-Occidentale | Belgique   | 2.1    | Jesse Sergent          |
| 10/03/2011 | 5e étape de Paris-Nice                                    | France     | WT     | Andreas Klöden         |
| 24/03/2011 | 4e étape du Tour de Catalogne                             | Espagne    | WT     | Manuel António Cardoso |
| 27/03/2011 | 3e étape du Critérium international                       | France     | 2.HC   | Andreas Klöden         |
| 31/03/2011 | 3eb étape des Trois Jours de La Panne                     | Belgique   | 2.1    | Sébastien Rosseler     |
| 31/03/2011 | Classement général des Trois Jours de La Panne            | Belgique   | 2.1    | Sébastien Rosseler     |
| 09/04/2011 | Classement général du Tour du Pays basque                 | Espagne    | WT     | Andreas Klöden         |
| 19/04/2011 | 1re étape du Tour du Trentin                              | Italie     | 2.HC   | Andreas Klöden         |
| 19/05/2011 | 4e étape du Tour de Californie                            | États-Unis | 2.HC   | Christopher Horner     |
| 21/05/2011 | 7e étape du Tour de Californie                            | États-Unis | 2.HC   | Levi Leipheimer        |
| 22/05/2011 | Classement général du Tour de Californie                  | États-Unis | 2.HC   | Christopher Horner     |
| 30/05/2011 | Championnat des États-Unis sur route                      | États-Unis | CN     | Matthew Busche         |
| 12/06/2011 | Championnat du Japon du contre-la-montre                  | Japon      | CN     | Fumiyuki Beppu         |
| 19/06/2011 | Classement général du Tour de Suisse                      | Suisse     | WT     | Levi Leipheimer        |
| 24/06/2011 | Championnat du Portugal du contre-la-montre               | Portugal   | CN     | Nélson Oliveira        |
| 26/06/2011 | Championnat du Japon sur route                            | Japon      | CN     | Fumiyuki Beppu         |
| 26/06/2011 | Championnat de Slovénie du contre-la-montre               | Slovénie   | CN     | Janez Brajkovič        |
| 03/07/2011 | 1re étape du Tour d'Autriche                              | Autriche   | 2.HC   | Robert Hunter          |
| 26/07/2011 | 4e étape du Tour de Wallonie                              | Belgique   | 2.HC   | Robbie McEwen          |
| 12/08/2011 | 4e étape de l'Eneco Tour                                  | Belgique   | WT     | Jesse Sergent          |
| 14/08/2011 | Classement général du Tour de l'Utah                      | États-Unis | 2.1    | Levi Leipheimer        |
| 23/08/2011 | 1re étape du Tour du Colorado                             | États-Unis | 2.1    | Levi Leipheimer        |
| 25/08/2011 | 3e étape du Tour du Colorado                              | États-Unis | 2.1    | Levi Leipheimer        |
| 25/08/2011 | 4e étape du Tour du Poitou-Charentes                      | France     | 2.1    | Jesse Sergent          |
| 26/08/2011 | Classement général du Tour du Poitou-Charentes            | France     | 2.1    | Jesse Sergent          |
| 28/08/2011 | Classement général du Tour du Colorado                    | États-Unis | 2.1    | Levi Leipheimer        |
| 29/09/2011 | 1re étape du Tour de Wallonie picarde                     | Belgique   | 2.1    | Robbie McEwen          |
| 02/10/2011 | 4e étape du Tour de Wallonie picarde                      | Belgique   | 2.1    | Robbie McEwen          |
| 02/10/2011 | Classement général du Tour de Wallonie picarde            | Belgique   | 2.1    | Robbie McEwen          |

### Résultats sur les courses majeures
Les tableaux suivants représentent les résultats de l'équipe dans les principales courses du calendrier international (les cinq classiques majeures et les trois grands tours). Pour chaque épreuve est indiqué le meilleur coureur de l'équipe, son classement ainsi que les accessits glanés par RadioShack sur les courses de trois semaines.

#### Classiques
| Classique            | Milan-San Remo          | Tour des Flandres  | Paris-Roubaix     | Liège-Bastogne-Liège | Tour de Lombardie     |
| -------------------- | ----------------------- | ------------------ | ----------------- | -------------------- | --------------------- |
| Coureur (classement) | Yaroslav Popovych (23e) | Grégory Rast (42e) | Grégory Rast (4e) | Ben Hermans (22e)    | Janez Brajkovič (32e) |

#### Grands tours
| Grand tour           | Tour d'Italie                               | Tour de France        | Tour d'Espagne        |
| -------------------- | ------------------------------------------- | --------------------- | --------------------- |
| Coureur (classement) | Tiago Machado (19e)                         | Haimar Zubeldia (15e) | Janez Brajkovič (22e) |
| Accessits            | Classement Fuga Cervelo (Yaroslav Popovych) | -                     | -                     |

### Classement UCI
L'équipe RadioShack termine à la dixième place du World Tour avec 649 points. Ce total est obtenu par l'addition des points des cinq meilleurs coureurs de l'équipe au classement individuel que sont Andreas Klöden, 20e avec 207 points, Levi Leipheimer, 26e avec 158 points, Christopher Horner, 27e avec 153 points, Janez Brajkovič, 68e avec 71 points, et Grégory Rast, 76e avec 60 points,.
| Rang | Coureur                | Points |
| ---- | ---------------------- | ------ |
| 20   | Andreas Klöden         | 207    |
| 26   | Levi Leipheimer        | 158    |
| 27   | Christopher Horner     | 153    |
| 68   | Janez Brajkovič        | 71     |
| 76   | Grégory Rast           | 60     |
| 99   | Tiago Machado          | 35     |
| 103  | Haimar Zubeldia        | 32     |
| 109  | Manuel António Cardoso | 27     |
| 123  | Ben Hermans            | 22     |
| 146  | Fumiyuki Beppu         | 10     |
| 157  | Robbie McEwen          | 7      |
| 165  | Jesse Sergent          | 6      |
| 179  | Philip Deignan         | 4      |
| 183  | Markel Irizar          | 4      |
| 209  | Yaroslav Popovych      | 1      |
| 216  | Geoffroy Lequatre      | 1      |
| 217  | Sérgio Paulinho        | 1      |
| 219  | Nélson Oliveira        | 1      |